# Stavo (rappeur)
Stavo (ou anciennement Zaiko, Zhédess, Detess et Deusté), né Romuald Gomes le 1er septembre 1993, est un rappeur et auteur-compositeur français d'origine congolo-angolaise, ancien membre du groupe 13 Block.

## Biographie

### Origines et vie privée
Stavo naît Romuald Gomes un 1er septembre. Il est âgé de 25 ans en mai 2019, ce qui indique que ce jour de naissance est vraisemblablement en 1993
Il grandit à la Roseraie, dans le quartier des Beaudottes, à Sevran.
En avril 2021, Stavo annonce la création de son association humanitaire, la Fondation STAVO International (ou F.S.I). Celle-ci « est tournée vers les autres et poursuit un objectif d’aide aux populations qui en ont besoin, qu’elles se trouvent en France ou à l’étranger ».

### Carrière en groupe
Stavo, alors actif sous le nom de Zhédess (qui remplace son premier pseudo, Zaiko), est dans un premier temps membre du 93 Gang. C'est d'abord un duo qu'il forme avec Pékao, devenu Sidikeey puis Oldpee. C'est ensuite un collectif, qui comprend les membres de 13 Block, que Stavo fonde en 2012 avec Zed, Zefor et Oldpee.
Leur premier titre commun, Comment accepter, sort en 2012. Le groupe se fait connaître auprès du public en 2015 grâce à leur collaboration avec Kaaris sur le morceau Vie Sauvage, issu de l’album Le Bruit de mon âme de Kaaris. Après plusieurs projets, 13 Block publie son premier album studio, intitulé BLO, le 26 avril 2019. Cet album comprend plusieurs morceaux marquants, dont Fuck le 17 et CR, qui renforcent la notoriété du groupe dans le rap français.
Depuis la sortie de leur dernier album BLO II en 2020, les membres de 13 Block ont pris des directions individuelles, marquant la fin officielle du groupe. Bien que les liens entre les membres demeurent solides, le groupe a confirmé qu'il ne se reformera pas.

### Carrière en solo
Au printemps 2021, Stavo se lance dans une carrière en solo dans la trap en tant qu'artiste du label Elektra France. Il dévoile son premier projet en décembre. Il spagit de Kiptsa, un EP de quatre titres,.

#### Album:TVX(2022)
L'année 2022 est notamment marquée par la sortie de son premier album TVX (pour Travaux) en novembre. Celui-ci est long de vingt-deux morceaux, dont six collaborations, avec Freeze Corleone et Zed pour les deux extraits sortis avant le projet, mais aussi Alpha Wann, 1Pliké140 et Zefor, ainsi que quatre invités sur un seul morceau, à savoir Olazermi, Antanya Lex, Popo et Scrom[source secondaire souhaitée]. En octobre, avant la sortie de ce projet, Stavo compte 6 millions de vues sur YouTube (chaîne créée en avril 2021) et plus de 300.000 auditeurs mensuels sur Spotify.

#### Album:Il était une fois éviter la misère(2024)
Son troisième projet sort en 2024, en deux parties. Le 26 avril, Stavo dévoile les neuf morceaux de Il était une fois, parmi lesquels se trouve une collaboration avec Josman et un autre avec TH. Eviter la misère sort ensuite le 17 mai, avec également neuf titres, dont deux featurings, avec Osirus Jack et Lesram. L'album Il était une fois éviter la misère et ses 18 titres est ensuite étendu en juillet en une version deluxe de vingt-et-un morceaux, avec trois sons supplémentaires,.
En 2024, après trois années de carrière en solitaire, la radio Mouv' souligne la capacité de Stavo à avoir « su conserver une identité personnelle très forte, sans pour autant perdre ce qui faisait la spécificité de 13 Block ».

## Style
Stavo est vu comme le membre de 13 Block le moins adepte de la mélodie. Il se concentre « sur une forme de rap plus brute et plus directe, mettant à profit son timbre de voix caverneux » selon Mouv'. Dans l'ensemble, sa musique en solo, qui s'inscrit dans la trap, est plus ténébreuse que celle de son ancien groupe, avec « des productions peu colorées aux basses pesantes et à l’atmosphère plus grave ».
Il est reconnaissable à ses expressions phares que sont « merci pour les travaux », « nonante » ou encore « le stavoir ». Ses textes sont à la croisée de petite délinquance, véritable truanderie et grand banditisme. La drogue, la prostitution et l’argent font également partie des sujets qu'il aborde.

## Discographie

### Albums studios
- 2022 : TVX
- 2024 : Il était une fois éviter la misère

### EP
- 2021 : Kipsta

### Apparitions
- 2024 : Larry feat. Stavo - Malsain (sur la mixtape NCE (Partie 1))
- 2024 : Sazamyzy feat. Stavo - Motorsport (sur la mixtape Dangereuse famille)
- 2025 : Caballero & JeanJass feat. ElGrandeToto, Ashe 22, Stavo, VT, Limsa d'Aulnay, Roi Heenok, Alkpote, Savage Toddy, Enima et thaHomey - Kilogrammes (sur la mixtape High & Fines Herbes - La Saison 5)
- 2025 : Sneazzy feat. Stavo - Dépose-minute  (sur l'album Derrière l'horizon...)